# 米塔格峰
46°29′53.7″N 7°55′57.4″E / 46.498250°N 7.932611°E

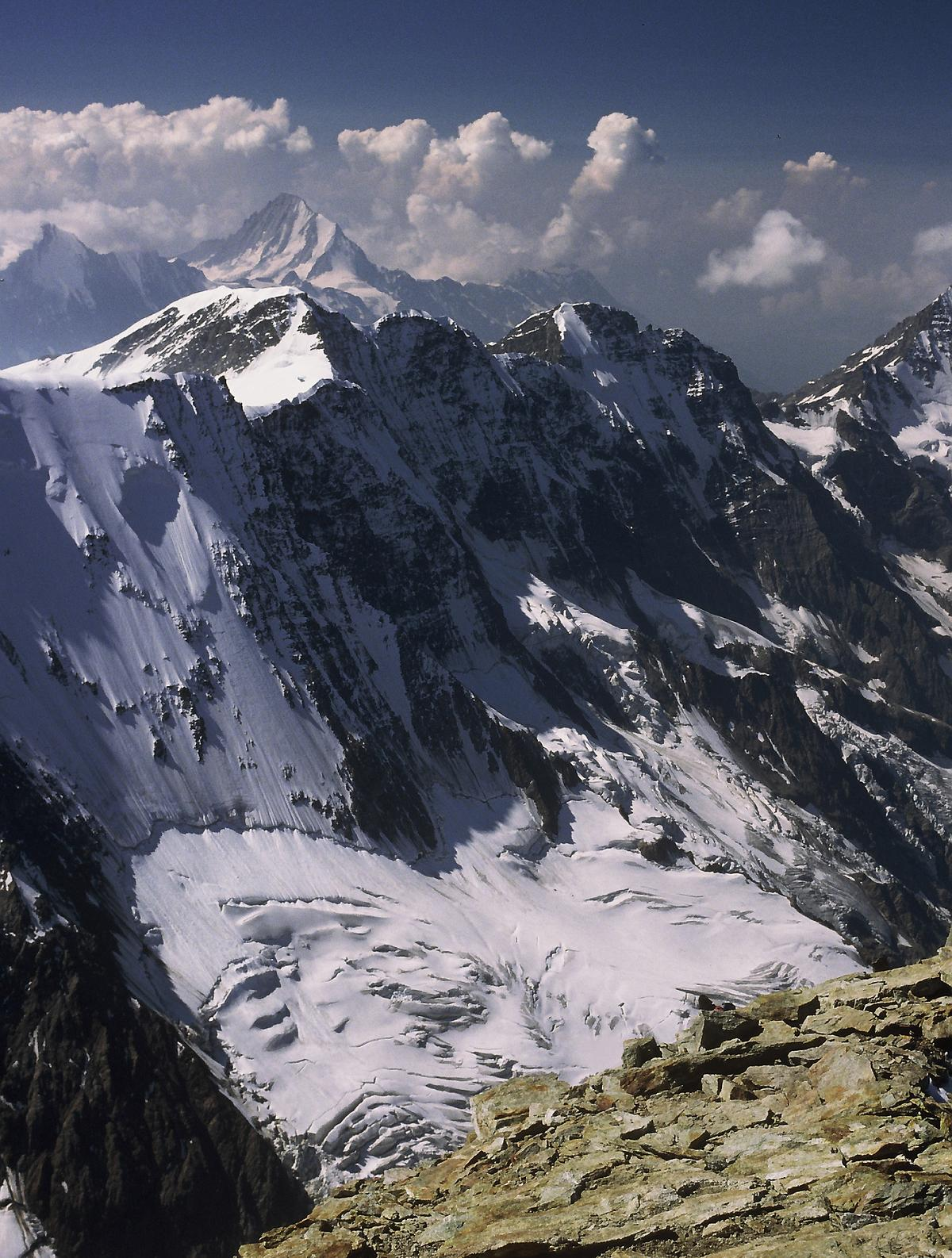

米塔格峰（德語：Mittaghorn），是瑞士的山峰，位於該國南部，處於伯恩州和瓦萊州接壤的邊界，屬於伯尔尼山的一部分，海拔高度3,892米，人類在1878年8月19日首次登上該山峰。